# Арнасон, Тайлер
Тайлер Арнасон (англ. Tyler Arnason; род. 16 марта 1979, Оклахома-Сити, Оклахома) — американский и канадский хоккеист, центральный нападающий. Завершил карьеру игрока в 2011 году.

## Карьера
На драфте НХЛ 1998 года был выбран в 7 раунде под общим 183 номером командой «Чикаго Блэкхокс». 9 марта 2006 года обменян в «Оттаву Сенаторз». 1 июля 2006 года как неограниченно свободный агент подписал контракт с «Колорадо Эвеланш». В ноябре 2009 года подписал контракт с Динамо (Рига), КХЛ, за который выступал до конца сезона.

## Награды
- Участник матча молодых звёзд НХЛ (2003)

## Статистика
```
--- Regular Season ---  ---- Playoffs ----
Season   Team                        Lge    GP    G    A  Pts  PIM  GP   G   A Pts PIM
--------------------------------------------------------------------------------------
1996-97  Winnipeg South Blues        MJHL   50   35   50   85   15   6   3   3   6  18
1997-98  Fargo-Moorhead Ice Sharks   USHL   52   37   45   82   16   4   1   1   2   2
1998-99  St. Cloud State             NCAA   38   14   17   31   16  --  --  --  --  --
1999-00  St. Cloud State             NCAA   39   19   30   49   18  --  --  --  --  --
2000-01  St. Cloud State             NCAA   41   28   28   56   14  --  --  --  --  --
2001-02  Norfolk Admirals            AHL    60   26   30   56   42  --  --  --  --  --
2001-02  Chicago Blackhawks          NHL    21    3    1    4    4   3   0   0   0   0
2002-03  Chicago Blackhawks          NHL    82   19   20   39   20  --  --  --  --  --
2003-04  Chicago Blackhawks          NHL    82   22   33   55   16  --  --  --  --  --
2004-05  Brynas IF Gavle             SEL     4    0    0    0    0  --  --  --  --  --
2005-06  Chicago Blackhawks          NHL    60   13   28   41   40  --  --  --  --  --
2005-06  Ottawa Senators             NHL    19    0    4    4    4  --  --  --  --  --
2006-07  Colorado Avalanche          NHL    50   12   20   32   16  --  --  --  --  --
2007-08  Colorado Avalanche          NHL    69   10   21   31   16  10   2   3   5   2
2008-09  Colorado Avalanche          NHL    71    5   17   22   14  --  --  --  --  --
2009-10  Hartford Wolf Pack	     AHL    11	  0    3    3	 2  --  --  --  --  --
2009-10  Dynamo Riga                 KHL    26    4    7   11    6   3   0   1   1   0
2010-11  EHC Biel-Bienne             NLA     9    5    5   10    0  --  --  --  --  --
2010-11  EHC Visp                    NLB     1    1    0    1    0  --  --  --  --  --
2010-11  Blues Espoo                 FNL     8    0    4    4    0  --  --  --  --  --

--------------------------------------------------------------------------------------
         NHL Totals                        487   88  157  245  140  13   2   3   5   2

```